# Herrera de Soria
Herrera de Soria és un municipi de la província de Sòria, a la comunitat autònoma de Castella i Lleó. Pertany a la comarca de Pinares.

## Festes locals
Antigament la festa de la patrona de la vila, la Mare de Déu de la Nativitat, era el 8 de setembre, però actualment se celebra el tercer cap de setmana del mes d'agost. Són unes festes entranyables amb processó i que acaben amb una apetitosa calderada.
A més el 24 d'agost també és una data especial, ja que se celebra un romiatge a l'ermita de Sant Bartomeu, ermita templària situada en el congost i on peregrinen molts dels habitants d'aquesta comarca soriano-burgalesa.